# Sidi Khaled
Sidi Khaled là một đô thị thuộc tỉnh Biskra, Algérie. Dân số thời điểm năm 2002 là 35.277 người.